# Гамильтон-Смит, Энтони, 3-й барон Колуин
Иэн Энтони Гамильтон-Смит, 3-й барон Колуин, также широко известный как Энтони Гамильтон-Смит (англ. Ian Anthony Hamilton-Smith, 3rd Baron Colwyn; (1 января 1942 — 4 августа 2024) — британский пэр и политик. Он являлся одним из 90 наследственных пэров, избранных в Палату лордов после принятия Закона о Палате лордов 1999 года, заседал как консерватор до 21 июля 2022 года, когда покинул Палату лордов. Он являлся вторым членом Палаты лордов по продолжительности пребывания в должности после того, как лорд Селсдон был переведён из Палаты лордов 11 мая 2021 года.

## Биография
Родился 1 января 1942 года. Старший сын Фредерика Джона Вивиана Смита, 2-го виконта Колвина (1914—1966), и Мириам Гвендолин Фергюсон (? — 1996). Он получил образование в Челтнемском колледже, в больнице Святого Варфоломея и в Королевской стоматологической больнице. Дальнейшее образование получил в Лондонском университете, где в 1966 году получил степень бакалавра стоматологической хирургии (BDS) и степень лицензиата по стоматологической хирургии (LDS), а также стал членом Королевского колледжа хирургов Англии. В том же году он унаследовал титулы своего отца.
Лорд Колвин работал стоматологом с 1965 по 2005 год и был председателем Dental Protection Ltd (профессиональной организации по защите прав врачей-стоматологов, являющая частью Общества медицинской защиты [англ. Medical Protection Society]) с 1995 по 2001 год. С 1989 по 2002 год он был неисполнительным директором (англ. non-executive director) Общества медицинской защиты, а с 1996 по 2001 год — Проекта «Надежда». Он также является руководителем оркестра Организации лорда Колвина. В 1998 и 1999 годах Гамильтон-Смит был председателем радиостанции Raw FM, а с 2003 по 2005 год — местного радио Банбери. С 2005 по 2008 год он был председателем Campbell Montague International и Dental Sedation Practice. Из-за обязательств в Палате лордов лорд Колвин ушёл с поста председателя «Кэмпбелл Монтегю Интернэшнл» в 2008 году.
Гамильтон-Смит был членом фонда Eastman Research Institute Trust с 1990 по 2001 год. С 2004 года он являлся попечителем поместья Портман. Кроме того, он являлся членом Отраслевого и парламентского фонда и членом Королевского медицинского общества. С 1999 по 2001 год он был членом Института директоров.
С 1988 по 2005 год лорд Колвин был президентом Общества естественных лекарств, с 1991 по 1998 год — Ассоциации болезни Хантингтона, а с 1993 по 1998 год — Общества содействия анестезии в стоматологии. Кроме того, он был президентом Фонда артериального здоровья с 1993 по 2004 год, Столичного отделения Британской стоматологической ассоциации (BDA) в 1994 и 1995 годах и, наконец, членом Совета Общества медицинской защиты с 1994 по 2001 год. В 1989 году он был удостоен звания командора ордена Британской империи. В 2005 году он стал действительным членом Британской стоматологической ассоциации. Лорд Колвин также является совместным председателем Межпартийной парламентской группы ценителей джаза.
Умер 4 августа 2024 года в возрасте 82 лет.

## Браки и дети
Энтони Гамильтон-Смит был дважды женат. 30 мая 1964 года его первой женой стала Соня Джейн Морган (? — 4 сентября 2006), дочь Питера Генри Джеффри Моргана. Супруги развелись в 1976 году. У них было двое детей:
- Достопочтенная Жаклин Джейн Гамильтон-Смит (род. 5 марта 1967), замужем с 1999 года за Шоном Пертви
- Крейг Питер Гамильтон-Смит, 4-й барон Колуин (род. 13 октября 1968), женат на Луизе Барни, от брака с которой у него двое детей.

24 марта 1977 года барон Колвин вторым браком женился на Николе Жанне Тайерс, дочери Артура Тайерса. Дети от второго брака:
- Достопочтенная Кирстен Антония Гамильтон-Смит (род. 17 января 1981)
- Достопочтенная Таня Николь Гамильтон-Смит (род. 14 января 1983)